# Stigmella andina
Stigmella andina là một loài bướm đêm thuộc họ Nepticulidae. Nó được tìm thấy ở Peru.